# Bostrichus
Bostrichus är ett släkte av skalbaggar. Bostrichus ingår i familjen vivlar.

## Dottertaxa tillBostrichus, i alfabetisk ordning[1]
- Bostrichus abietinus
- Bostrichus abietiperda
- Bostrichus abietis
- Bostrichus acuminatus
- Bostrichus aesculi
- Bostrichus affaber
- Bostrichus alni
- Bostrichus amygdali
- Bostrichus angustatus
- Bostrichus aphodioides
- Bostrichus areccae
- Bostrichus armatus
- Bostrichus asperatus
- Bostrichus ater
- Bostrichus autographus
- Bostrichus bicolor
- Bostrichus bidens
- Bostrichus bidentatus
- Bostrichus binodulus
- Bostrichus bispinus
- Bostrichus boieldieui
- Bostrichus brevis
- Bostrichus bulmerincqi
- Bostrichus calcaratus
- Bostrichus calligraphus
- Bostrichus carpini
- Bostrichus carpophagus
- Bostrichus castaneus
- Bostrichus cavifrons
- Bostrichus cembrae
- Bostrichus chalcographus
- Bostrichus chloroticus
- Bostrichus cinereus
- Bostrichus compressicornis
- Bostrichus concinnus
- Bostrichus conformis
- Bostrichus crenatus
- Bostrichus cristatus
- Bostrichus crudiae
- Bostrichus cryptographus
- Bostrichus cylindrus
- Bostrichus dactyliperda
- Bostrichus delphinii
- Bostrichus denticulatus
- Bostrichus dispar
- Bostrichus domesticus
- Bostrichus dryographus
- Bostrichus duplicatus
- Bostrichus elongatus
- Bostrichus euphorbiae
- Bostrichus eurygraphus
- Bostrichus exesus
- Bostrichus exiguus
- Bostrichus exsculptus
- Bostrichus fagi
- Bostrichus fasciatus
- Bostrichus ferrugineus
- Bostrichus flavicornis
- Bostrichus flavipes
- Bostrichus flavus
- Bostrichus fraxini
- Bostrichus fraxinus
- Bostrichus frontalis
- Bostrichus fuscus
- Bostrichus geminatus
- Bostrichus granulatus
- Bostrichus histerinus
- Bostrichus iconographus
- Bostrichus impressus
- Bostrichus interruptus
- Bostrichus intricatus
- Bostrichus jalappae
- Bostrichus judeichi
- Bostrichus kaltenbachi
- Bostrichus laevigatus
- Bostrichus laricis
- Bostrichus lichtensteini
- Bostrichus ligniperda
- Bostrichus limbatus
- Bostrichus lineatus
- Bostrichus longicollis
- Bostrichus mali
- Bostrichus melanocephalus
- Bostrichus micans
- Bostrichus micographus
- Bostrichus micrographus
- Bostrichus minutus
- Bostrichus monographus
- Bostrichus nigritus
- Bostrichus nitidulus
- Bostrichus noxius
- Bostrichus octodentatus
- Bostrichus oleae
- Bostrichus oleiperda
- Bostrichus orthographus
- Bostrichus pallida
- Bostrichus palmicola
- Bostrichus parallelus
- Bostrichus perforans
- Bostrichus pfeili
- Bostrichus piceae
- Bostrichus pilosus
- Bostrichus pinastri
- Bostrichus pini
- Bostrichus piniperda
- Bostrichus pityographus
- Bostrichus plumeriae
- Bostrichus politus
- Bostrichus polygraphus
- Bostrichus porographus
- Bostrichus pruni
- Bostrichus pubescens
- Bostrichus pubipennis
- Bostrichus pusillus
- Bostrichus pygmaeus
- Bostrichus pyri
- Bostrichus quadridens
- Bostrichus quadridentatus
- Bostrichus quinquelineatum
- Bostrichus quinquelineatus
- Bostrichus ratzeburgi
- Bostrichus ruficollis
- Bostrichus rugulosus
- Bostrichus saxeseni
- Bostrichus scolytus
- Bostrichus semicastaneus
- Bostrichus septentrionis
- Bostrichus serratus
- Bostrichus sidneyanus
- Bostrichus stenographus
- Bostrichus suturalis
- Bostrichus tachygraphus
- Bostrichus testaceus
- Bostrichus thoracicus
- Bostrichus trepanatus
- Bostrichus tridens
- Bostrichus tuberculosus
- Bostrichus typographus
- Bostrichus unidentatus
- Bostrichus varians
- Bostrichus waringi
- Bostrichus varius
- Bostrichus victoris
- Bostrichus villifrons
- Bostrichus villosus
- Bostrichus vittatus
- Bostrichus volvulus
- Bostrichus xanthopus
- Bostrichus xylographus